# Hisham Al-Sharaf
Hisham Al-Sharaf Rashad (arab. هشام الشرف راشد, ur. 2 kwietnia 1960) – kuwejcki judoka. Olimpijczyk z Seulu 1988, gdzie zajął czternaste miejsce w wadze półśredniej.
Uczestnik mistrzostw świata w 1983, 1987 i 1989. Brązowy medalista igrzysk azjatyckich w 1986, a także mistrzostw Azji w 1988 roku.

## Letnie Igrzyska Olimpijskie 1988
| Konkurencja | Eliminacje             | Eliminacje                   | Klas. końcowa |
| Konkurencja | Przeciwnik I           | Przeciwnik II                | Miejsce       |
| ----------- | ---------------------- | ---------------------------- | ------------- |
| 78 kg       | Mariano Aquino (GUM) Z | Sodnomyn Erchembajar (MGL) P | 14.           |